# George Rudé
George Frederick Elliott Rudé (* 8. Februar 1910 in Oslo; † 8. Januar 1993 in Rye) war ein britischer Historiker, der sich  mit der Französischen Revolution und der Rolle von sozialen und revolutionären Massenbewegungen in der Neuzeit befasst hat.

## Leben und Werk
Er war der Sohn eines norwegischen Vaters und einer englischen Mutter und wuchs zunächst in Norwegen auf. Die Familie zog nach dem Ersten Weltkrieg nach England und er studierte an der University of Cambridge (Trinity College) mit dem Abschluss 1931 und war danach zunächst Lehrer für moderne Sprachen in Stowe und danach an der St. Paul’s School in London. Nach einem Besuch in der Sowjetunion wurde er 1935 Mitglied der Kommunistischen Partei. Neben seinem Lehrerberuf studierte er in London Geschichte, war dort im Zweiten Weltkrieg bei der Feuerwehr und wurde 1950 bei dem eher konservativen Alfred Cobban promoviert.  Das Thema seines bedeutendsten Buchs The Crowd in History blieb auch sein weiteres Forschungsthema: Geschichte des 18. und 19. Jahrhunderts in Europa aus Sicht der unteren Klassen, ihre Proteste und Aufstände und deren Unterdrückung. 1949 wurde er als Lehrer an der St. Paul’s School wegen seiner Mitgliedschaft bei den Kommunisten entlassen, und die Mitgliedschaft bereitete ihm auch später noch viele Schwierigkeiten (er war bis 1959 Mitglied der KP). Da er in England in der Zeit des Kalten Krieges keine akademische Stelle bekommen konnte, wurde er 1960 Senior Lecturer an der University of Adelaide und 1964 Professor. 1967 nahm er einen Lehrstuhl an der neu gegründeten University of Stirling an, kehrte aber nach Konflikten mit der Universitätsleitung 1969 wieder nach Australien zurück und war kurz Professor an der Flinders University. 1970 bis zur Emeritierung 1987 war er Professor an der späteren Concordia University in Kanada. Daneben lehrte er an der York University in Toronto und gründete dort das Inter-University Centre for European Studies. Nach der Emeritierung kehrte er nach England zurück und wohnte in Rye (East Sussex). Er plante noch ein Buch über die Geschichte des Terrorismus, kam aber nicht mehr dazu es in Angriff zu nehmen. In seinen letzten Jahren konnte er nicht mehr schreiben.
Er war Gastprofessor am William and Mary College, der Columbia University und der Universität Tokio.
Er galt als einer der führenden Experten in England für die Französische Revolution, mit einer ähnlichen  Sicht wie Georges Lefebvre in Frankreich, der sein Mentor wurde. Er war einer der drei Musketiere von Lefebvre, die in Paris die Archive durchforschten (mit Albert Soboul, Richard Cobb) in Verfolgung einer marxistischen Neubewertung der Französischen Revolution. Er untersuchte anhand von Polizei- und Augenzeugenberichten, wie sich revolutionäre Volksbewegungen von unten (der Straßen-Mob) bildeten. Während die Ursprünge der Massenbewegungen meist in der Forderung nach Erfüllung alltäglichen Bedürfnissen, insbesondere nach Nahrung, lagen, und die Teilnehmer überwiegend aus unteren Schichten der Bevölkerung kamen (Arbeiter, kleine Handwerker), waren die Führer nach Rudé fast immer aus gebildeten Schichten. In der Französischen Revolution entwickelte sich eine Eigendynamik in der Bewegung der Sansculotten, die sich während der Revolution selbst politisierten und organisierten und trotz Minderzahl in den gesetzgebenden Versammlungen eine kurze Zeit den Ton in Paris angaben, deren Hauptforderungen (Kontrolle der Nahrungsmittelpreise und Wahlrecht für alle) allerdings keinen Bestand hatten.
In England untersuchte er die Maschinenstürmer (Swing Riots) und John Wilkes und in Australien das Schicksal der dorthin deportierten Anhänger von Arbeiteraufständen.
1946 bis 1956 war er in England in der Historikergruppe der KP, der auch Christopher Hill, Eric J. Hobsbawm,  Victor Kiernan, Rodney Hilton, E. P. Thompson und John Seville angehörten.
1956 erhielt er den Alexander Prize der Royal Historical Society für einen Artikel über die Gordon Riots.

## Werke
- The Crowd in the French Revolution, Oxford University Press 1967
- Revolutionary Europe, 1783–1815, 1964, 2. Auflage, Blackwell Classical Histories of Europe 2000 (Herausgeber Harvey Kaye)
- Paris and London in the eighteenth century, Fontana Press 1970
- The Crowd in History. A Study of Popular Disturbances in France and England, 1730–1848. New York: Wiley & Sons, 1964
- Protest and Punishment: Story of the Social and Political Protesters Transported to Australia, 1788–1868, Oxford 1978
- Crime and Victim: Crime and Society in Early Nineteenth-century England, Oxford University Press 1985
- Ideology and Popular Protest, 1980, University of North Carolina Press 1995
- Hanoverian London, 1714–1808, University of California Press 1971
- Europe in the 18th Century: Aristocracy and the Bourgeois Challenge, Harvard University Press, 1972, 1985
  - Deutsche Übersetzung: Europa im 18. Jahrhundert: die Aristokratie und ihre Herausforderung durch das Bürgertum, Kindlers Kulturgeschichte des Abendlandes, 1978
- mit Eric J. Hobsbawm: Captain Swing: A Social History of the great English Agricultural Uprising of 1830, New York: Pantheon Books 1968
- Wilkes and Liberty,  London: Lawrence & Wishart, 1962, 1983
- Robespierre: Portrait of a Revolutionary Democrat. 1967, London: Collins 1975
- Debate on Europe, 1815–1850. Harper & Row 1972
- Interpretations of the French Revolution. Published for the Historical Association by Routledge and Keegan Paul 1961
- The French Revolution: Its Causes, Its History and Its Legacy After 200 Years. 1988, Grove Press 1994